# ブロディヘルメット

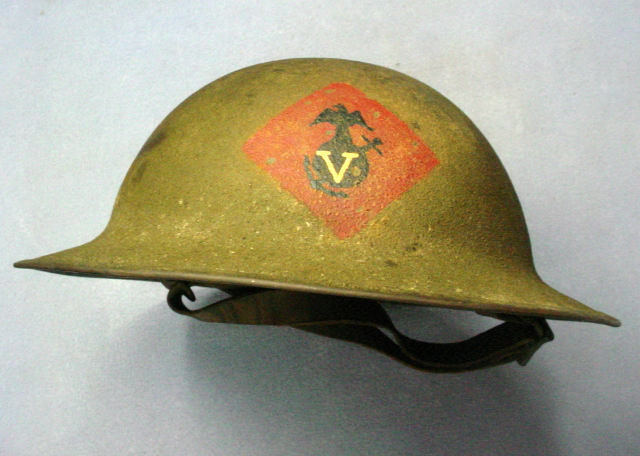
米第5海兵連隊の部隊章が描かれたM1917ヘルメット

ブロディ・ヘルメット（Brodie helmet）とは、1915年にブリトン・ジョン・レオポルド・ブロディ（Briton John Leopold Brodie）が設計した鋼鉄製戦闘用ヘルメットである。

## 名称
オリジナルのモデルは、ブロディが1915年に英国陸軍省向けに設計した陸軍省式ブロディ鋼鉄製ヘルメット（Brodie's Steel Helmet, War Office Pattern）である。
1916年、イギリスにおいては改良が加えられた上でマーク1鋼鉄製ヘルメット（Helmet, steel, Mark I）として制式採用された。アメリカではM1917ヘルメット（M1917 Helmet）として1917年に制式採用されている。
これらの制式名称に加え、榴散弾ヘルメット（Shrapnel helmet）、トミー・ヘルメット（Tommy helmet）、スズ帽（Tin Hat）、洗桶帽（Dishpan hat）、スズ鍋帽（Tin pan hat）、洗面器（Washbasin）、戦闘山高帽（Battle bowler, 特に将校用を指す）、ケリー・ヘルメット（Kelly helmet）、ダウボーイ・ヘルメット（Doughboy helmet, 特に米兵着用のものを指す）など、様々な俗称で呼ばれた。ドイツ側ではサラダボウル（Salatschüssel）と呼ばれていたという。

## 歴史

### 背景

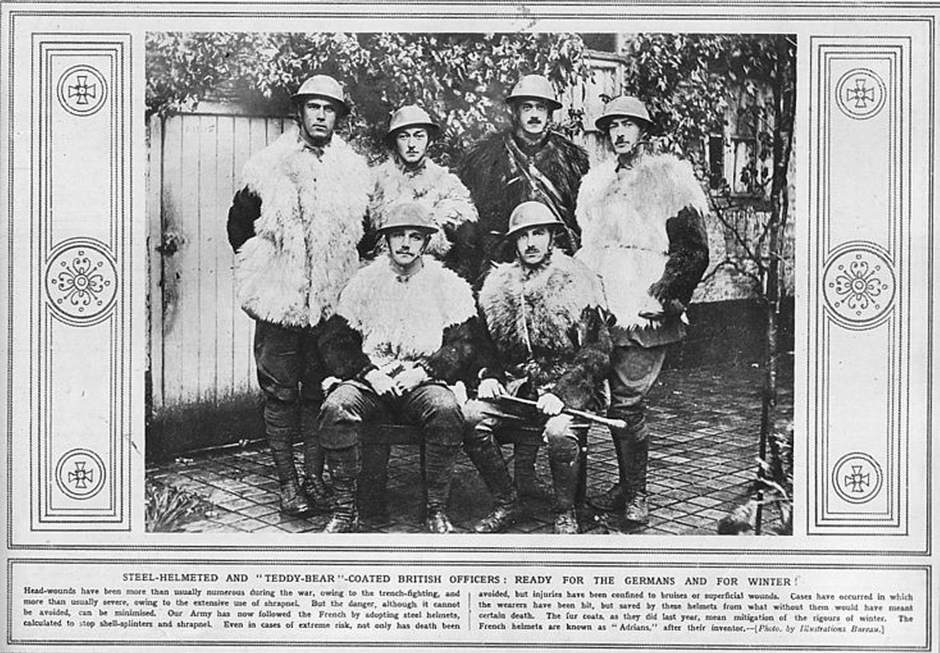
戦争画報(The Illustrated War News)1915年11月17日号より
「今回の戦争は塹壕戦が主であるから、またより深刻な原因としては榴散弾が普及したから、前線では頭部の負傷が頻繁に起こっている。しかし、危険を回避することは不可能でも最小限に抑えることは可能なのだ。こんにち、我が軍はフランスに倣い榴散弾の散弾を防ぐことを考慮した新型鋼鉄ヘルメットを採用している。極端なリスク、例えば死を回避することは不可能だが、負傷の程度は痣やかすり傷に収まっているのである。これを着用した兵士が榴散弾による攻撃から生き延びた事例があるが、もしもヘルメットが無ければ死んでいただろうと言われている。毛皮のコートは昨年から支給されているもので、冬の厳しい寒さを凌ぐのに役だっている。フランス製のヘルメットは、開発者の名前からアドリアンズ(Adrians)と呼ばれている(イラストレーション・ハロウ撮影)」

第一次世界大戦初頭、多くの国では将兵に鋼鉄製ヘルメットを支給していなかった。大抵の場合、前線の将兵は近代的火器に対してあまりに非力な布製の帽子を着用していた。ドイツの革製ピッケルハウベなどもここに含まれる。
その為、前線では頭部を負傷する兵士が大勢発生しており、事態を深刻に受け止めた仏陸軍では1915年夏に世界で初めての近代的鋼鉄製ヘルメット開発に踏み切った。最初に開発された鋼鉄製ヘルメットはいわゆるスカルキャップ型のもので、布製の帽子の下に着用するものだった。しかし同年8月にはオーギュスト＝ルイ・アドリアン(August-Louis Adrian)が設計したヘルメットがM1915として採用されている。このヘルメットは後にアドリアンヘルメットと通称された。以後、他の国でも鋼鉄製ヘルメットの開発が行われていくことになる。

### 開発
フランスで鋼鉄製ヘルメットが開発されていた頃、英国陸軍省も同様に鋼鉄製ヘルメットの必要性を見出していた。陸軍省開発局にフランス製アドリアン・ヘルメットの設計評価が命じられたが、その結果は「強度に不安が残り、構造が複雑で大量生産において不利となりうる」というものだった。第一次世界大戦開戦直後の英国は戦時総力生産体制に移行していなかったため、生産上の不利は非常に重視された。なお、こうした生産力の不足は1915年の砲弾不足にも繋がっている。
これに対して、ロンドン在住のジョン・L・ブロディが1915年に特許を取得したデザインは、厚みのある鋼鉄の一枚板を打ち抜いて成形したもので、アドリアン・ヘルメットよりも強度に優れていた。
ドイツ製のシュタールヘルムが中世時代の兜であるサーリットとの間に形状の類似を見いだせるように、ブロディの設計したヘルメットはいわゆるケトルハットに類似した形状であった。ブロディの設計は縁の周りの広い鍔と円形かつ浅いクラウン部が特徴で、革製の中帽と同じく革製の顎紐を備えていた。後に皿型と通称されるこの形状は、上空から降り注ぐ榴散弾の子弾から着用者の頭や肩を保護することを目的としていた。またクラウン部を浅くしたことにより、比較的厚い鋼鉄板から容易に加工でき、なおかつ厚みの維持にも成功している。ただし、このヘルメットは従来のものより頑丈かつ先進的ではあったが、耳・後頭部から首筋にかけての保護については重視されていなかった。
A型と通称される初期型は軟鋼で成形されており、鍔の幅は1.5インチから2インチ程度であった。A型の生産期間はわずか数週間に留まり、1915年10月には改良を加えたB型が採用された。B型を考案したのは鉄鋼技師のロバート・ハドフィールド卿である。新型ではハドフィールド鋼として知られる12 %マンガン鋼を使用し、榴散弾の子弾をほぼ通さず、初速600 ft/sの.45口径拳銃を10フィートの距離で命中させた場合にも耐えうる強度があった。また、鍔はより狭くなり、クラウン部の形状も変更された。

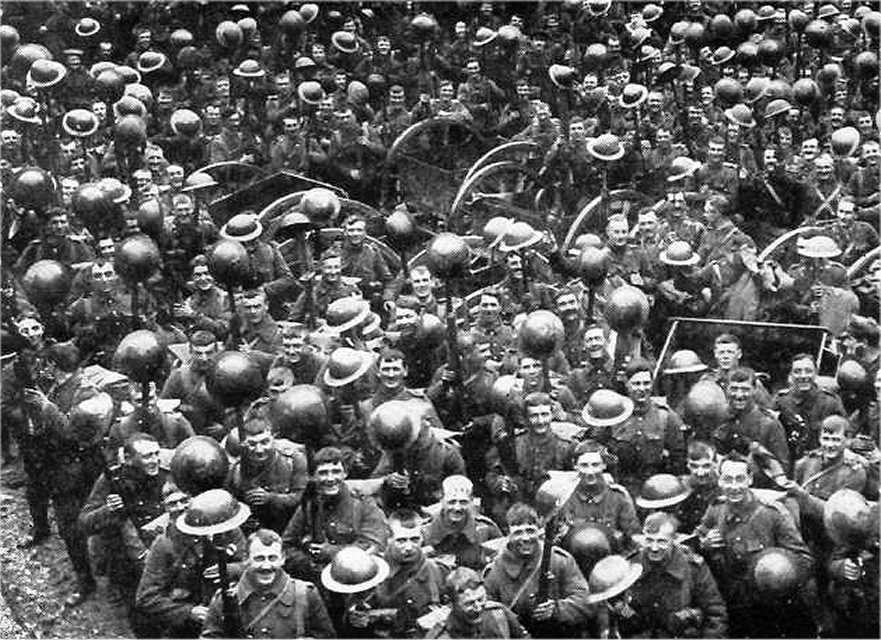
ロイヤル・ノース・リンカンシャー連隊の将兵。新型のブロディ・ヘルメットを撮影者に見せている。（1916年）

ブロディ本人が考案した当初の塗装案は、薄緑、青、橙の斑迷彩であったが、実際には緑ないし青灰の単色塗装が広く用いられた。
同月中には英陸軍の前線部隊に対して初めてブロディ・ヘルメットが支給された。当初は全将兵に行き渡るほどの数が確保できなかったため、トレンチ・ストア (trench stores) と呼ばれる前線部隊の共有資材集積所に送られていた。1916年夏になるとようやく生産数が100万個を上回り、将兵に対する標準支給が実現した。
ブロディ・ヘルメットの配備が進むと実際に死傷者は減少していった。しかし、ハーバート・プルーマー将軍などからは、帽体が浅いため後頭部から首筋にかけて保護できないこと、光を反射するため敵に発見されやすいこと、鍔の縁が非常に鋭利なため危険であること、中帽が非常に滑りやすいことなどの点について批判の声が上がった。こうした批判は1916年に採用されたマーク1ヘルメットに反映された。鍔の縁に折返し加工が加えられ、中帽は2部品構成になった。また、光の反射を抑えるためにマットカーキの塗料に砂やおがくず、砕いたコルクなどが混ぜ込まれ、目立ちにくくなった。さらに1917年にはゴム製の中帽が開発されたが、アメリカ軍のM1917では使用されなかった。戦争が終盤に差し掛かると、多くの部隊でヘルメットに部隊章を書き入れるようになる。これらの部隊章入りヘルメットは、コレクターによってパレードヘルメット (parade helmets) と通称されている。
マーク1ヘルメットの重量は1.3ポンド (0.59 kg)であった。

## 運用
ブロディ・ヘルメットが初めて投入された戦闘は、1916年4月に起こったセント・エロワ（Sint-Elooi）の戦いであるとされる。またアメリカ軍は1917年にフランスに展開し始めた時点で配備を進めている。
アメリカ政府はまず40万個程度のブロディ・ヘルメットを英国から購入した。1918年1月以降はアメリカ国内で米陸軍による製造が始まり、これらアメリカ製ブロディ・ヘルメットにはM1917ヘルメットの制式名称が与えられた。
終戦までにアメリカ製M1917ヘルメット150万個を含む、750万個のブロディ・ヘルメットが製造された。

### 第一次世界大戦後

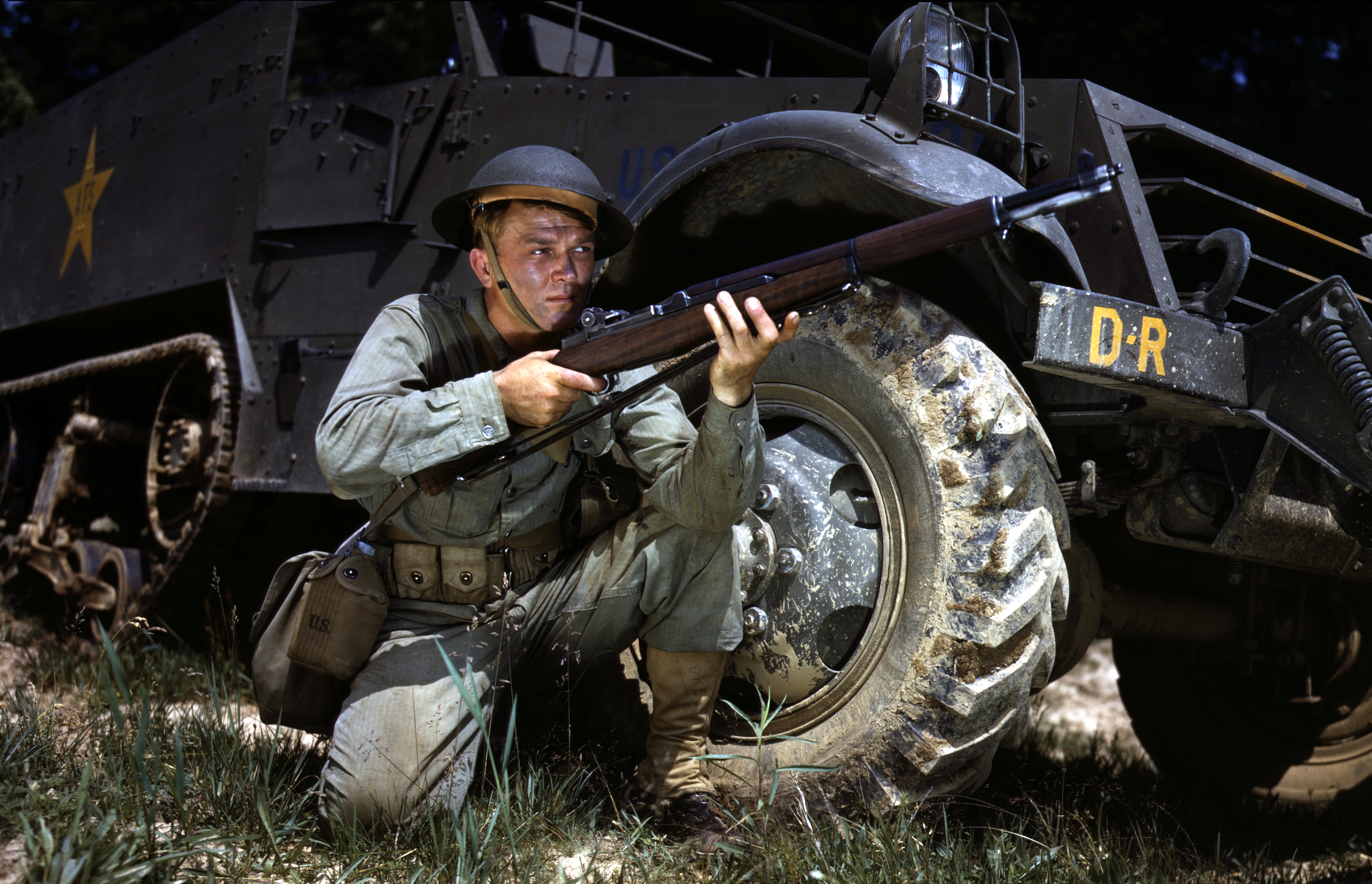
ブロディ・ヘルメットを着用した米陸軍の歩兵（1942年）

1936年以降、マーク1ヘルメットは改良型の中帽と伸縮式顎紐が取り付けられるようになる。これにわずかな改良が加えられたマーク2ヘルメットが採用されると、第二次世界大戦を経て1940年代後半まで英連邦各国軍で標準的に使用された。オーストラリア、ニュージーランド、カナダ、南アフリカなど、いくつかの連邦国ではイギリス本国とは異なる仕様でマーク2と呼ばれるヘルメットを開発した。また、同時代には警察、消防、防空警戒隊（ARP）、ホーム・ガードなどもブロディ・ヘルメットを着用していた。ARPでは、一般隊員用の黒地に白のWを書いたものと、班長用の白地に黒のWを書いたものの2種類が使用されていた。民間販売用に改良を加えたズッカーマン・ヘルメットなるヘルメットも開発された。その名称は設計に携わったソリー・ズッカーマンにちなみ、従来のブロディ・ヘルメットよりも深く、普通の軟鋼から成形されていた。
1944年、英国では大きく形状を変更して、より深く被れるように改良されたマーク3ヘルメットが採用された。マーク3ヘルメットはカメの甲羅に似たその形状から「タートルヘルメット」と通称された。
一方、アメリカでは顎紐や中帽に独自の改良を加えつつ、1942年まで全軍でM1917ヘルメットを使用し続けていた。1942年にはM1ヘルメットが採用されている。それ以降も、日本の戦争画ではM1917ヘルメットを被った姿のアメリカ兵が描かれ続け、「アッツ島玉砕」（1943年）はその一例である。
1927年にチャールズ・エヴェンデンが結成した退役軍人組織メモラブル・オーダー・オブ・チン・ハット（Memorable Order of Tin Hats, MOTH, 「スズ帽の記憶されし騎士団」や「スズ帽記念騎士団」の意味）の名前は、ブロディ・ヘルメットのニックネームの1つであったスズ帽（Tin Hat）に因んでいる。

### 現在
イスラエルの市民防衛隊など、ごく最近でもブロディ・ヘルメットを採用している組織は存在する。また中世を舞台としたライブRPGでは、ケトルハットの代用品としてブロディ・ヘルメットを用いる例があるとされる。

## 画像

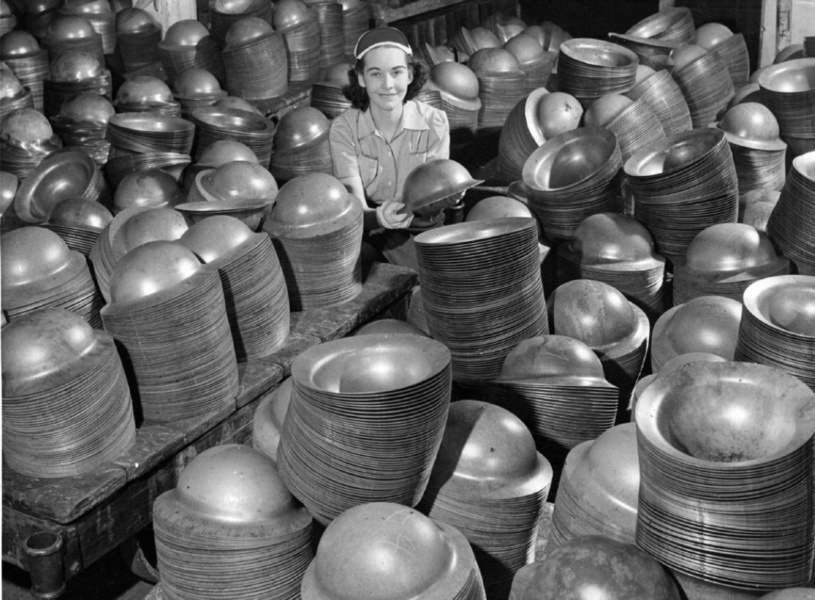
第二次世界大戦中に撮影されたブロディ・ヘルメット工場の様子。
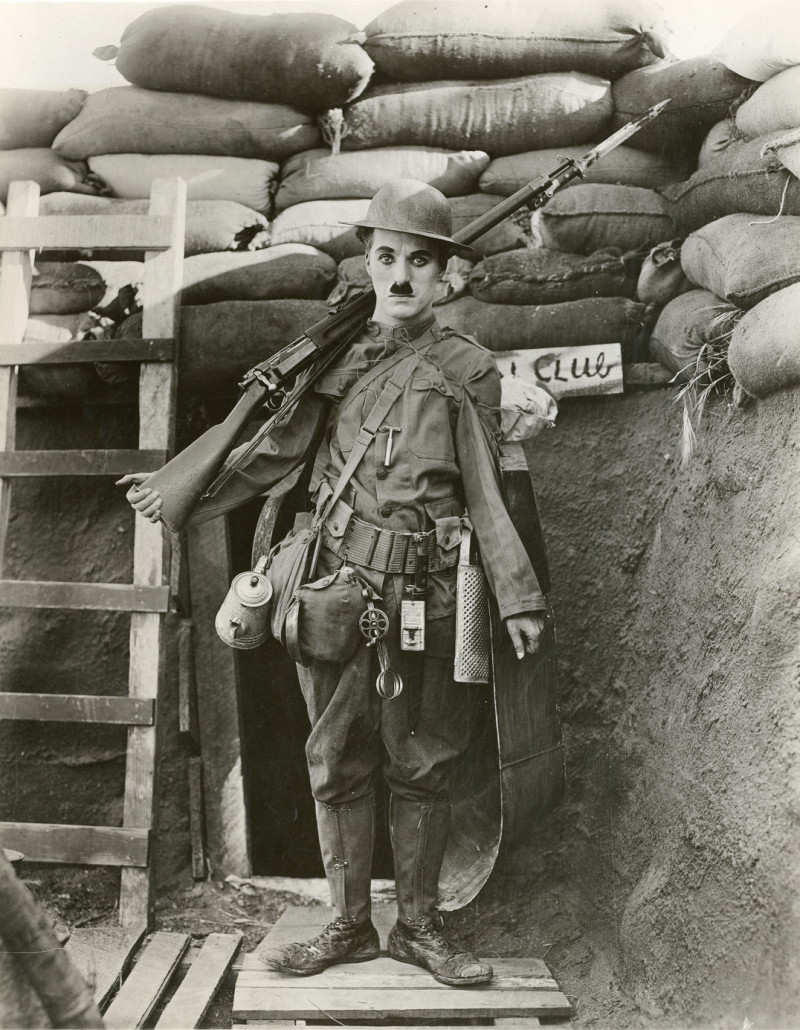
映画『担へ銃』の宣伝写真でポーズをとるチャールズ・チャップリン。ヘルメットは撮影用の衣装だが、ブロディ・ヘルメットの形状を踏まえている。（1918年）
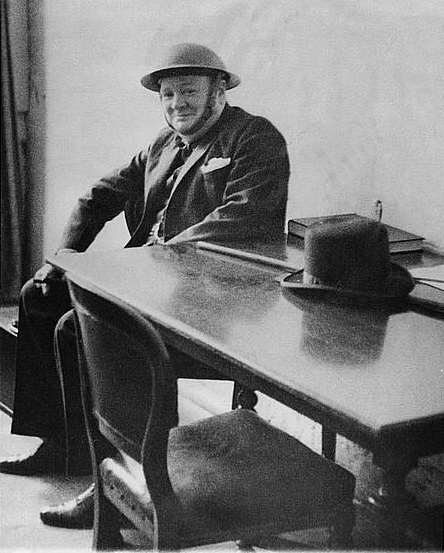
空襲時、ブロディ・ヘルメットを被るウィンストン・チャーチル首相（1940年）
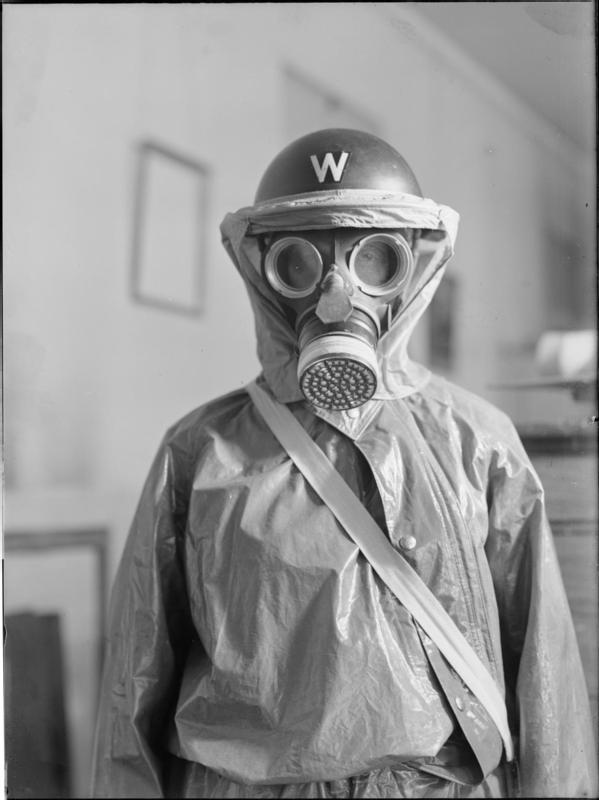
対ガス装備を着用したARP（防空警戒サービス）の警戒員（1941年）
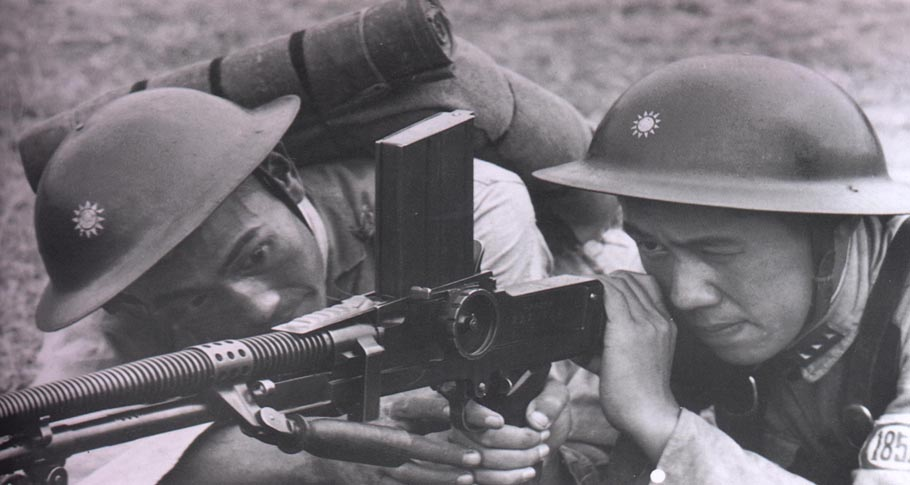
国民革命軍の機関銃手（1942年）
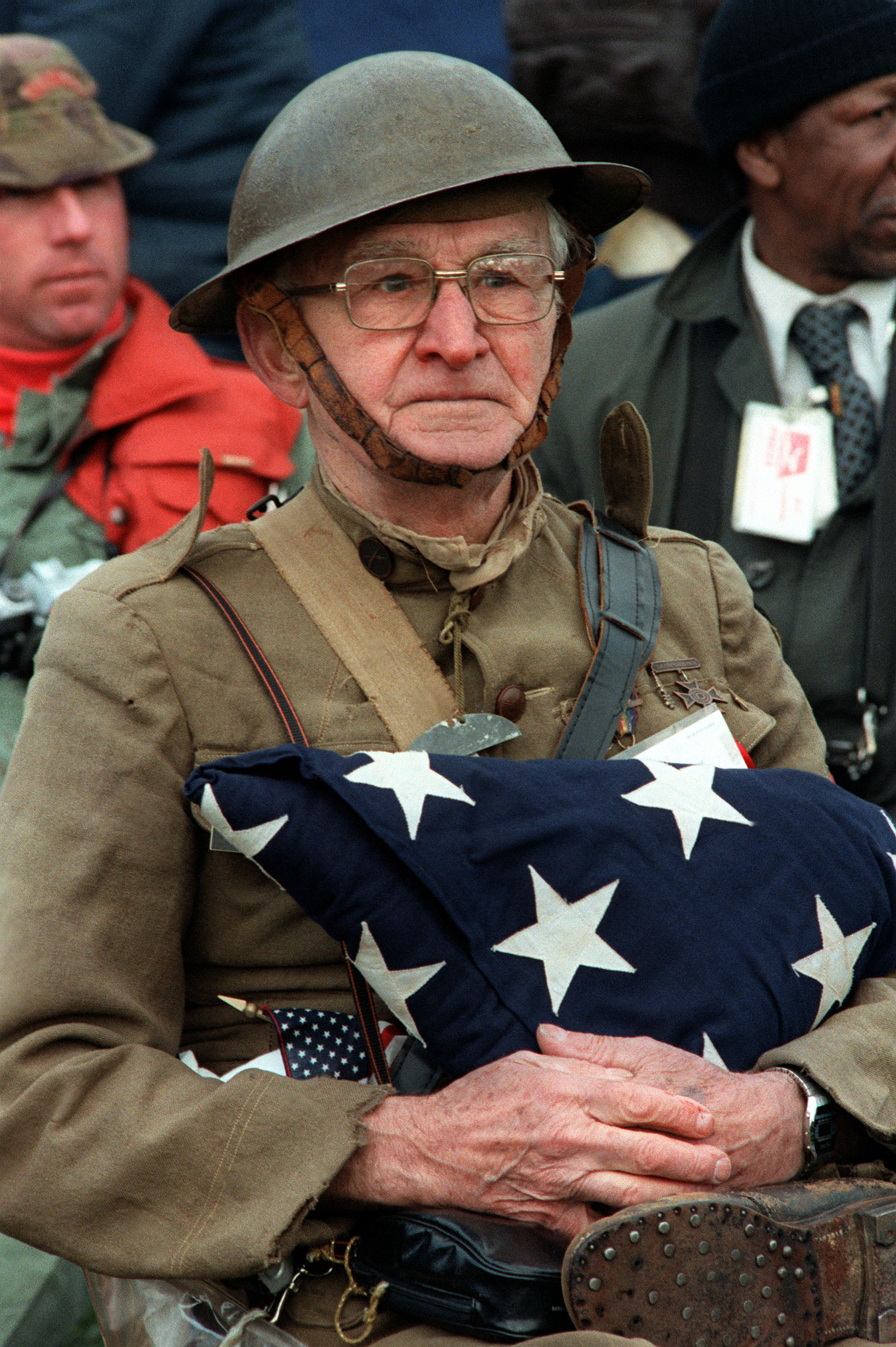
第一次世界大戦に従軍したアメリカ陸軍の退役軍人。当時の軍装を再現している（1982年）